# 93061 Barbagallo
93061 Barbagallo è un asteroide della fascia principale. Scoperto nel 2000, presenta un'orbita caratterizzata da un semiasse maggiore pari a 2,5764046 UA e da un'eccentricità di 0,1238141, inclinata di 10,30652° rispetto all'eclittica.
L'asteroide è dedicato all'italiano Mariano Barbagallo, amico di uno degli scopritori.